# Juan Agustín Ceán Bermúdez
Juan Agustín Ceán Bermúdez (Gijón, 17 settembre 1749 – Madrid, 3 dicembre 1829) è stato uno storico dell'arte e pittore spagnolo.

## Biografia
Originario delle Asturie, come tanti dotti e riformatori del XVIII secolo, ebbe doppia formazione di giurista e di pittore. Studiò per qualche tempo a Roma con Raphael Mengs, ma restò pittore dilettante. Invece, avvocato e funzionario di Stato, dedicò tutto il suo tempo libero a redigere la storia dei pittori spagnoli. Il celebre scrittore e statista Gaspar Melchor de Jovellanos, come lui asturiano, lo protesse e lo incoraggiò costantemente nell'impresa.
Un soggiorno di dieci anni a Siviglia, dove catalogò i manoscritti della Cattedrale, gli consentì di raccogliere un gran numero di notizie di prima mano. Nel 1800 l'Academia de San Fernando pubblicava i sei volumi della sua opera Diccionario histórico de las bellas artes en Espana, che tratta le biografie sia degli scultori che dei pittori. È un'opera fondamentale e insostituibile per l'abbondanza delle informazioni raccolte appena prima della invasione napoleonica, ma anche per la chiarezza con cui vengono presentati i cataloghi delle opere di ogni singolo artista, sia in ordine cronologico che in funzione della localizzazione geografica. Ceán dimostra inoltre un buon senso critico ed una equità di giudizio, dove il classicismo dottrinario non soffoca la sensibilità; perfino nei riguardi di un pittore "maledetto" come El Greco.
Per modestia Ceán aveva scritto un dizionario anziché una storia: si decise a redigere la seconda durante la sua lunga vecchiaia, unitamente a numerosi lavori di carattere archeologico. Nacquero così gli undici volumi manoscritti della Historia general de la pintura, rimasti per la maggior parte inediti e conservati all'Academia de San Fernando.

## Opere
- Diccionario historico de los mas ilustres profesores de las Bellas Artes de Espana (Madr. 1800, 6 Vols.)[1]
- Descripcion artistica de la catedral de Sevilla (Sevilla 1804)
- Carta sobre el estilo y gusto en la pintura de la escuela sevillana (Cadiz 1806)
- Memorias para la vita del G. M. de Jovellanos (Madr. 1814)
- Dialogo sobre el arte de la pintura (Sevilla 1819)
- Noticias de los arquitectos y arquitectura de Espana (Madr. 1829, 4 Vols.)
- Sumario de las antiguedades romanas, que hay en Espana (Madr. 1832, postumo)